# Angola é Nossa
Angola é Nossa é uma canção com letra de Santos Braga e música de Duarte F. Pestana, lançada em junho de 1961, no disco homónimo. Trata-se de uma notável peça de propaganda. Um hino heroico e triunfalista, que se tornou de imediato numa espécie de hino de Angola, que fechava e abria as emissões de rádio e era cantado nas escolas.

## História
Quando, em março de 1961, houve as primeiras investidas dos exércitos de libertação de Angola e os primeiros massacres, o governo português respondeu com o envio de mais tropas, mais investidas militares e outros tipos de propaganda escrita e falada. No final de 1961, já combatem em Angola 33 mil e 500 soldados portugueses. Era preciso que ninguém duvidasse de que Angola fazia parte de Portugal.
Assim nasceu, em junho de 1961, o hino “Angola é Nossa”, com música de Duarte Pestana e letra de Santos Braga, interpretado pelo Coro e Orquestra da F.N.A.T. – Fundação Nacional para a Alegria no Trabalho.
“Angola é Nossa” foi, por assim dizer, um dos melhores meios de difusão sonora para mostrar ao mundo que a Guerra Colonial não tinha fundamento, já que Angola era território português. Embora composta com a brevidade exigível, o tema ganhou furores de popularidade, como se se tratasse mesmo dum novo Hino de Angola. Mérito também para a excelente interpretação do Coro e Orquestra da F.N.A.T..
Em 1975, e, contra as melhores previsões, “Angola é Nossa” voltou a ser falada por outras razões (controversas de novo), pelos desenhos e ditos de Vilhena. Como sempre mordaz e acutilante, Vilhena ridicularizou na sua “Gaiola Aberta” a política desastrada da descolonização portuguesa em Angola por um dos principais mentores, o general Melo Antunes. Nas páginas centrais, (habitual poster desenhado pelo autor), surge o general com uma batuta nas mãos trauteando “Angola é Nossa! Angola é Nossa!” para os vários lideres dos movimentos africanos, como se de um coro de bons rapazes se tratasse.

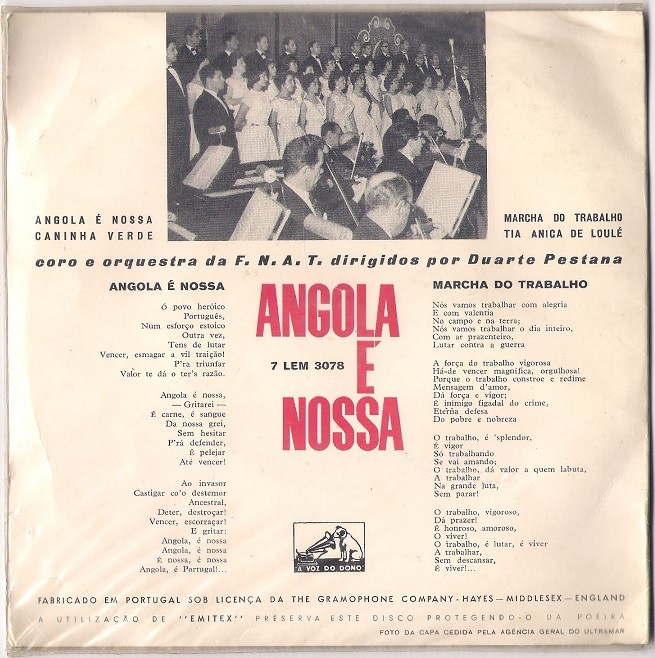
Contracapa do disco

## Letra
Ó povo heróico Português,

Num esforço estoico outra vez,

Tens que lutar vencer, esmagar a vil traição!

P'ra triunfar valor te dá o ter's razão.

Angola é nossa - gritarei - é carne, é sangue da nossa grei,

Sem hesitar p'ra defender,

É pelejar até vencer!

Angola é nossa - gritarei - é carne, é sangue da nossa grei,

Sem hesitar p'ra defender,

É pelejar até vencer!

Ao invasor

Castigar co'o destemor ancestral

Deter, destroçar!

Vencer, escorraçar!

E gritar:

Angola, é nossa

Angola, é nossa

É nossa, é nossa

Angola, é Portugal!...